# نشان ملی قبرس
نشان ملی جمهوری قبرس که بعد از استقلال از انگلیس در سال ۱۹۶۰ میلادی طراحی و انتخاب شد دو شاخه زیتون و یک  کبوتر با شاخه زیتون به منقار  نماد صلح می باشند عدد "۱۹۶۰" یادآور سالروز استقلال قبرس از بریتانیا است و رنگ زرد پس زمینه آن هم نماد معادن عظیم مس (به خصوص به صورت سنگ کالکوپیریت) در قبرس می باشد 

## نگارخانه

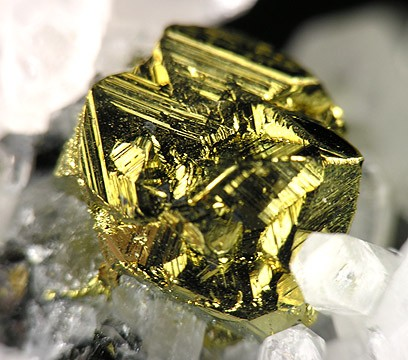
سنگ کالکوپیریت